# Tvrzice
Tvrzice jsou obec v okrese Prachatice v Jihočeském kraji. Leží zhruba 4,5 kilometru severovýchodně od Vlachova Březí a dvanáct kilometrů severně od Prachatic. Leží v Šumavském podhůří (podcelek Bavorovská vrchovina, okrsek Husinecká vrchovina); protéká jí Tvrzický potok, který náleží do povodí řeky Blanice. Žije zde 130 obyvatel.

## Historie

### Středověk
V lokalitě obce za dvorem objevil střepy ze sídliště z doby hradištní jihočeský archeolog Bedřich Dubský. První písemná zmínka o obci pochází z roku 1315, jež dokládá založení „Twrzicze“ královnou Eliškou Přemyslovnou, manželkou Jana Lucemburského. Podle urbáře hlubockého panství (založeného roku 1490, Registra hlavnie zbožie Hlubockého) obsahovalo toto panství několik rychtářství, přitom ves Tvrzice byla přidělena rychtářství milejovskému. Registra dále podávají seznam osedlých ve Tvrzicích takto: Jan Macek, Václav na Čermákovském, Prokop, Matúš, Bušek a Martin úředník.

### Novověk
V roce 1552 byla odprodána ves Tvrzice (jako součást úřadu milejovského) z hlubockého panství Vilémovi z Rožmberka (1535–1592). V urbářích z roku 1580, 1589 a 1593 je ves Tvrzice uváděna jako součást panství Helfenburk.
Díl tvrzický obsahující vsi Bohonice, Tvrzice, Bušanovice, Všechlapy a Kamennou koupil za 6900 kop míšeňských od Petra Voka z Rožmberka 9. srpna 1595 Jindřich s Adamem Chřepickým z Modliškovic. Jindřich s bratrem Václavem si zde vystavěli v 16. nebo 17. století renesanční tvrz. V roce 1654 byla v Českém království provedena generální vizitace daňových povinností (Berní rula), která zachytila ves Tvrzice jako dobršsko–tvrzický majetek Ctibora Václava Chřepického z Modliškovic († 1668), posledního z rodu zde sedícího, s výčtem rolnických gruntů takto: rolník jenž qualitates osedlého má Jan Kuta a rolník nově osedlý Václav Bejšovec (každé hospodářství s výměrou polí 20 strychů) a dále tři grunty pusté (Kosovský, Pruhovský a Svatkovský), zjevně neblahý důsledek vleklé třicetileté války a epidemií. Od Chřepických Tvrzice koupil v roce 1666 Karel Leopold hrabě Caretto-Millesimo, již jako součást vlachobřezského panství. Dalším majitelem v roce 1676 byl baron Matyáš Gottfried z Wunschwitz. V roce 1680 se stal majitelem Gundakar hrabě z Dietrichsteina. Revizitační soupis z roku 1715 uvádí ve vsi Tvrzice 5 sedláků (Matěj Kuta, Václav Bejšovec, Matouš Hankovec, Václav Průcha a Jakub Svatek) a 4 chalupníky  (Vojta Matějíček, Ondřej Gabriel, Řehoř Svatek a Jiřík Předota). V roce 1858 vymřel tento rod po meči a hraběnka Ditrichsteinová se provdala za hraběte Jana Bedřicha Herberstaina.
Na základě zákona o pozemkové reformě z roku 1919 začala parcelace panství a velkostatku hraběte Josefa Herberstaina, který následně odprodával dílčí části svého rozsáhlého majetku. Zbytkový dvůr ve Tvrzicích bez cihelny převzal 1. října 1924 Státní pozemkový úřad a dvůr následně koupil dosavadní hospodářský správce František Pektor 1. února 1925 už i s cihelnou. Obdobně změnily majitele ve Tvrzicích i panská kovárna čp. 20 a hajnice čp. 17 na Ovčíně.
Od 1. února 1949 došlo v zemi ke změně územní organizace správy a Tvrzice byly připojeny ze strakonického okresu do okresu Prachatice.

### Období socializace a nová výstavba

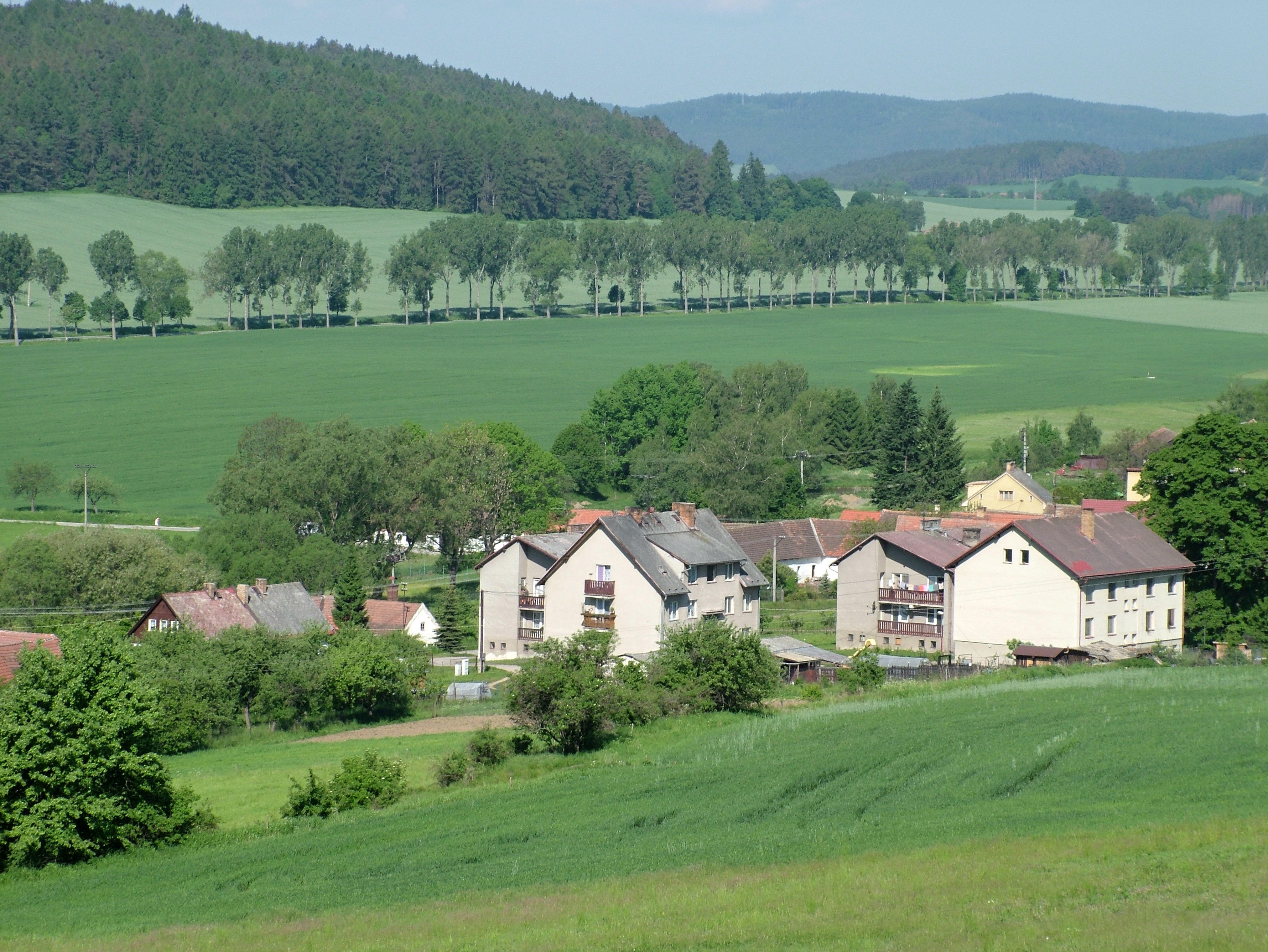
Pohled na Tvrzice, bytová výstavba

Po druhé světové válce hospodařil vedle soukromých zemědělců před založením družstva ještě Karel Pektor na zbytkovém statku vzniklém po pozemkové reformě.
Po roce 1948 bylo ponecháno Pektorovi už jen 14 ha a po 2 letech převzal pozemky Státní statek. V roce 1957 bylo založeno ve Tvrzicích jednotné zemědělské družstvo (tzv. III. typ JZD), Pektorův statek využilo JZD pro správu a živočišnou výrobu. Společně s Bohunicemi postavilo v roce 1963 JZD nový čtyřřadový kravín, který pak využíval i Újezdec. Pro získání nových pracovních sil do družstva postavilo JZD v roce 1967 montovanou finskou dvoubytovku. Následně v srpnu 1969 zahájilo JZD novostavbu první zděné čtyřbytovky s předáním v roce 1972, druhou čtyřbytovku dokončili v roce 1974 a v roce 1975 dokončili šestibytovku. Ze školy, která byla zrušena, bylo vybaveno pohostinství a v patře upraven sál.

## Obyvatelstvo
| Rok            | 1869 | 1880 | 1890 | 1900 | 1910 | 1921 | 1930 | 1950 | 1961 | 1970 | 1980 | 1991 | 2001 | 2011 | 2021 |
| -------------- | ---- | ---- | ---- | ---- | ---- | ---- | ---- | ---- | ---- | ---- | ---- | ---- | ---- | ---- | ---- |
| Počet obyvatel | 204  | 241  | 254  | 233  | 241  | 246  | 208  | 149  | 134  | 109  | 136  | 112  | 117  | 124  | 129  |
| Počet domů     | 32   | 32   | 31   | 31   | 31   | 33   | 37   | 38   | 34   | 34   | 32   | 31   | 44   | 46   | 45   |

## Obecní správa
V letech 1850–1929 k obci patřily Všechlapy.

### Obecní symboly
Znak a vlajka byly obci uděleny rozhodnutím předsedy Poslanecké sněmovny Parlamentu České republiky dne 6. června 2017. Znak a vlajku obce vytvořil heraldik a vexilolog Jan Tejkal. Slovní popis je dle dekretu Předsedy Poslanecké sněmovny Parlamentu České republiky o udělení znaku a vlajky takto:
- ZNAK: V zeleném štítě pod stříbrnou cimbuřovou hlavou vyrůstající stříbrný lovecký pes se zlatou zbrojí a obojkem, vpravo nahoře provázený zlatou korunou.
- VLAJKA: List tvoří dva vodorovné pruhy, bílý a zubatý zelený, v poměru 1:4. Zelený pruh má tři zuby vysoké desetinu šířky listu a čtyři stejně velké mezery. Z dolního okraje listu vyrůstá bílý lovecký pes se žlutou zbrojí a obojkem provázený před čenichem žlutou korunou. Poměr šířky k délce listu je 2:3.

Tzv. cimbuřová hlava štítu představuje jako symbol opevněné stavby zřetelné mluvící znamení obce vyjadřující název obce, v němž lze spatřit slovo „tvrz“. Koruna připomíná první zmínku o obci v roce 1315, kdy se uvádí založení obce královnou Eliškou Přemyslovnou. Vyrůstající lovecký pes připomíná historické období mezi léty 1595 až 1666, kdy byla ves v majetku Jindřicha Chřepického z Modliškovic majícího v erbu přední polovinu psa.

## Pamětihodnosti
V obci stávala středověká tvrz, bylo to v místech dnešního dvora, podle některých pramenů stála tvrz na Hůrce. Na tvrzi měli i vlastní pivovar, existoval jen krátce a to v letech asi 1600 až 1680. Tvrz s pivovarem ditrichštejnská správa zbořila, neboť jim uprostřed dvora překážela a pivovárek převedla do Vlachova Březí. Dvůr tvrzického velkostatku dostal po celkové přestavbě barokní ráz. K velkostatku patřila i vlastní cihelna (postavená v roce 1921) situovaná jižně od obce, její komín dosud stojí. V blízkosti cihelny, v trati U větrníku bývalo do poloviny 20. století větrné kolo, které čerpalo vodu ze studně až do statku. Na cestě k Dubu je v troskách kříž s profilovaným kamenným podstavcem.
Dnešní obec je rozptýlená do tří skupin s nevýraznou návsí, na které stojí neslohová kaple se zvonicí z poloviny 19. století. K obci náleží i samoty Ovčín a Pahrbek.
Tři objekty v obci jsou chráněny coby kulturní památka ČR:
- Usedlost čp. 7, s původně žlutě-modrým štítem
- Usedlost čp. 9, bez obytného domu
- Usedlost čp. 11

Všechny tyto stavby jsou připisovány lidovému staviteli Jakubu Bursovi (představitel tzv. selského baroka) a jsou z jeho vrcholného období 1860 až 1862. Dům čp. 9 je bývalý hostinec, dnes již přestavěný. Dům čp. 11 je s křídlovým volutovým štítem s lidovým obrazem. Mezi dolním a horním obrazem v nice štítu stával lidový verš: Krásny jest o Bože svět tvuj / když má nad sebou Tebe. / Třeba zde jenom anděle / a země bude nebe. / Pluh obor země opanoval / největší říše založil / a nikdo ho ve válce nesbořil. Text zaznamenala historička Dr. Alžběta Birnbaumová v roce 1932, když sepisovala v okolí památky.

## Škola

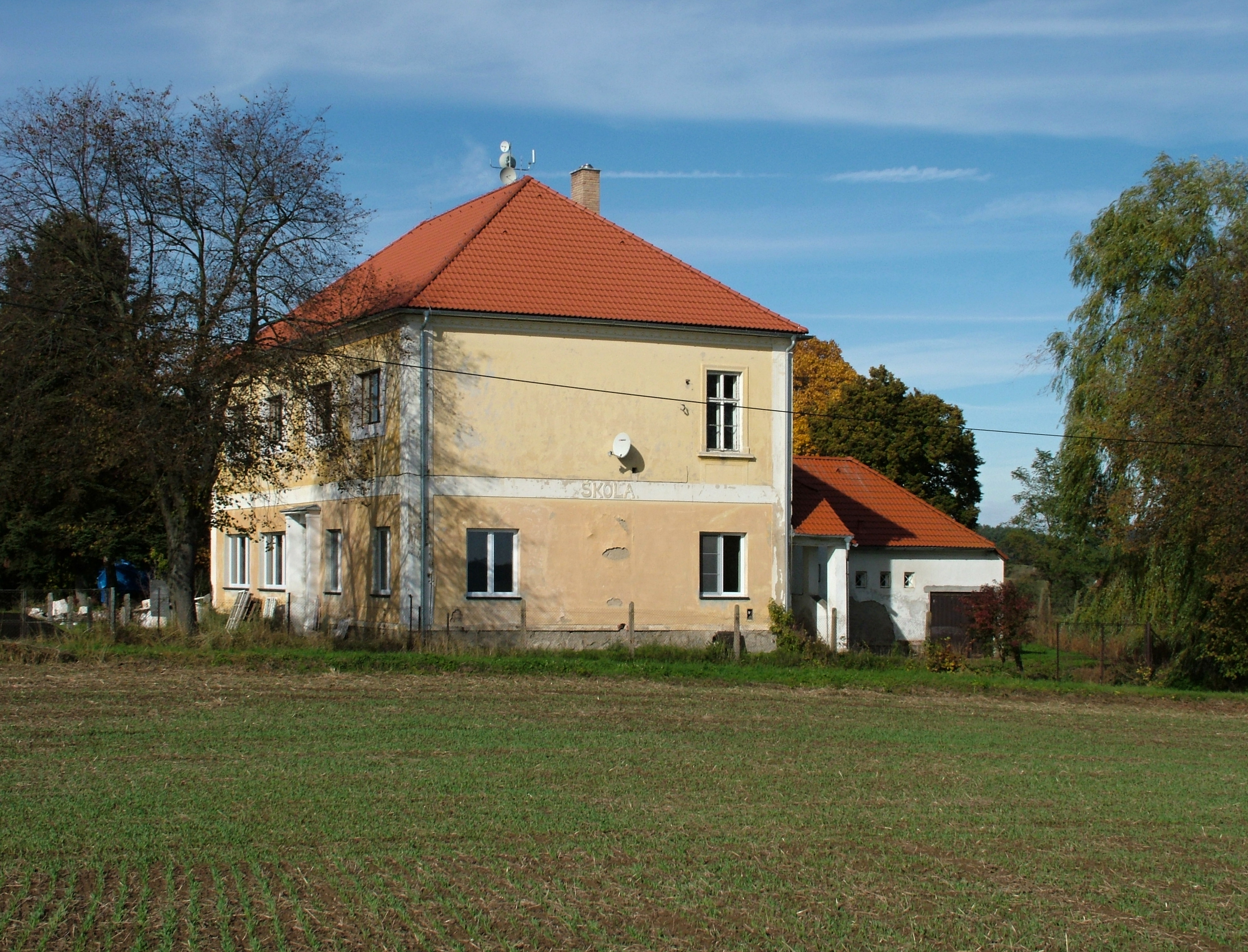
Bývalá škola

Obec Tvrzice náležela v 19. století školou do Předslavic. Tvrzice se ucházely o vlastní školu od roku 1899 vícekrát. Samostatná dvoutřídní škola vznikla ve Tvrzicích zpočátku jen v pronajatých prostorech v domech čp. 2 (u Jírovců) a čp. 3 (u Bláhů). Školní rok zde začal 15. října 1908 se 121 přijatými žáky, které vyučovali tři učitelé a kaplan z Předslavic. Budovu nové školy významně pomohl prosadit starosta obce Tvrzice Jan Frnoch (rolník ve Tvrzicích čp. 9), jak popisuje okresní školní inspektor, historik a národopisec ze Strakonic Jan Dyk (1860–1926) ve svazku Popis politického okresu Strakonického. Stavba započala dne 14. března 1912 na návrší „Na doubku“. Stavbu provedl zednický mistr Karel Walter z Písku, stavební kámen byl lámán na panském poli za „Pahrbkem“, stavební písek z pískovny na Hůrce. Stavební pozemek a podporu poskytl hrabě Josef Herberstain. Vzhledem k nevýhodné poloze stavby na vršku musel dodavatel studnu prohlubovat až k hloubce 20 metrů. Dne 12. října 1912 byla škola dostavěna jako patrová budova a dne 27. října 1912 slavnostně školu vysvětil předslavický farář Vojtěch Carda.

## Galerie

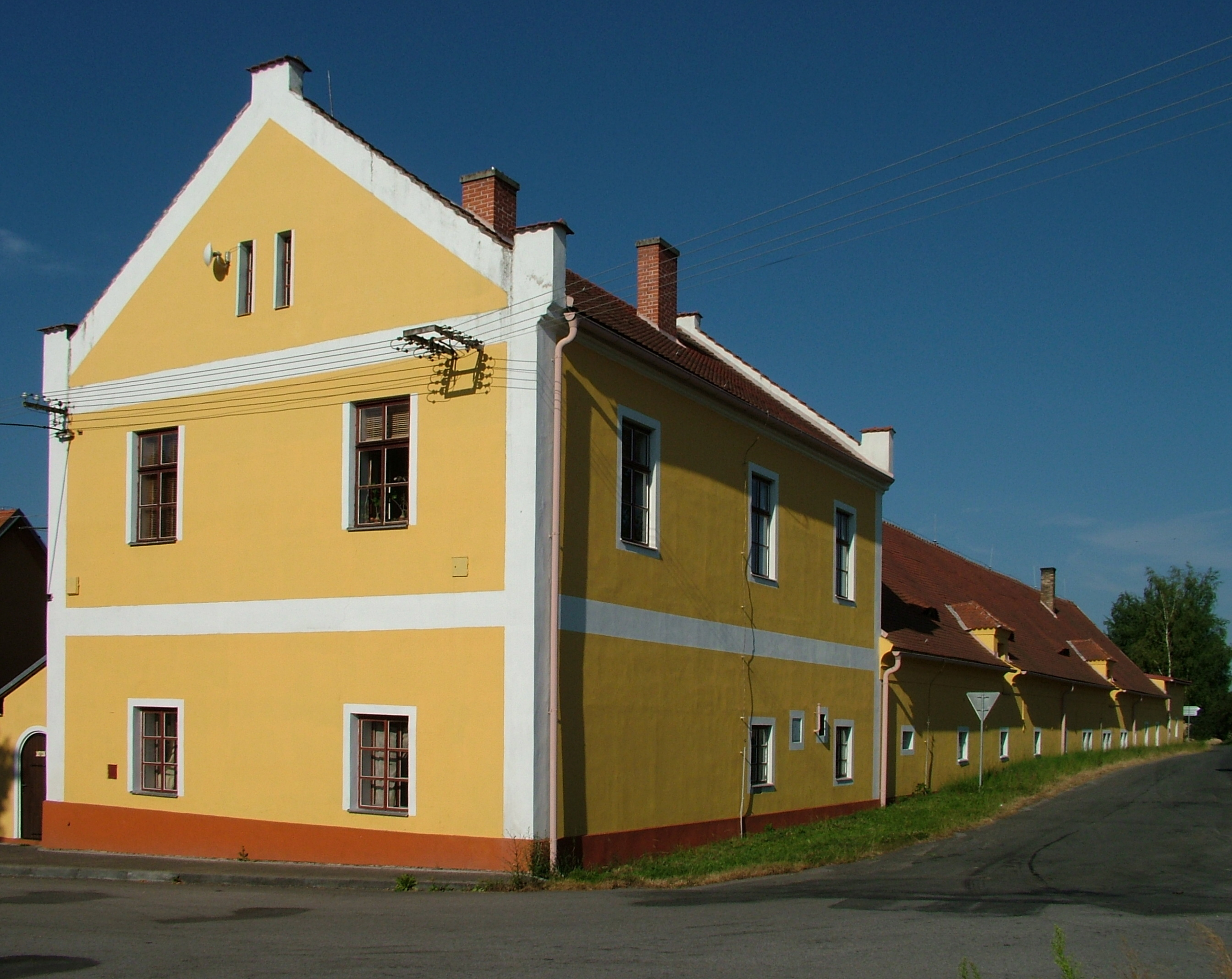
Dvůr - správní budova
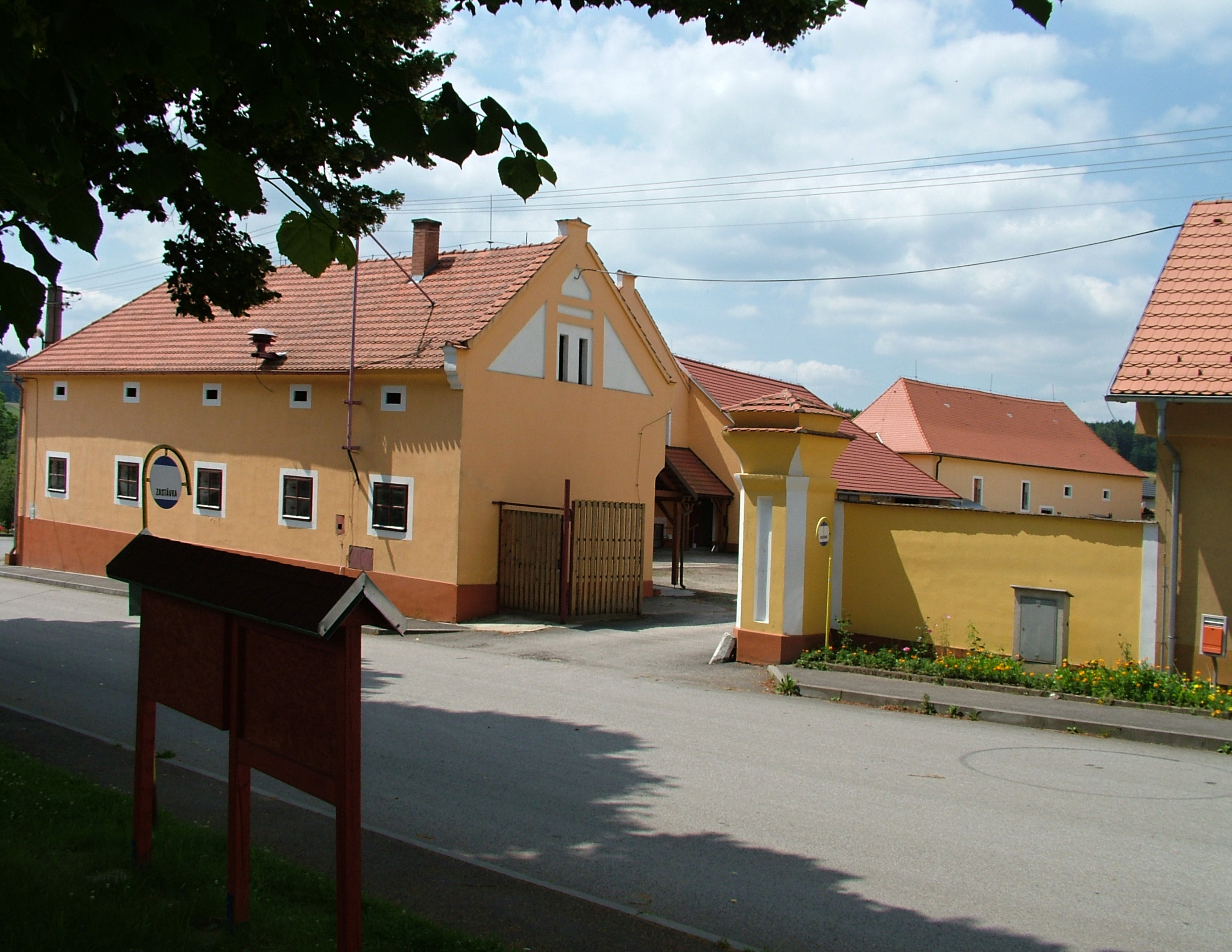
Dvůr - hospodářské budovy
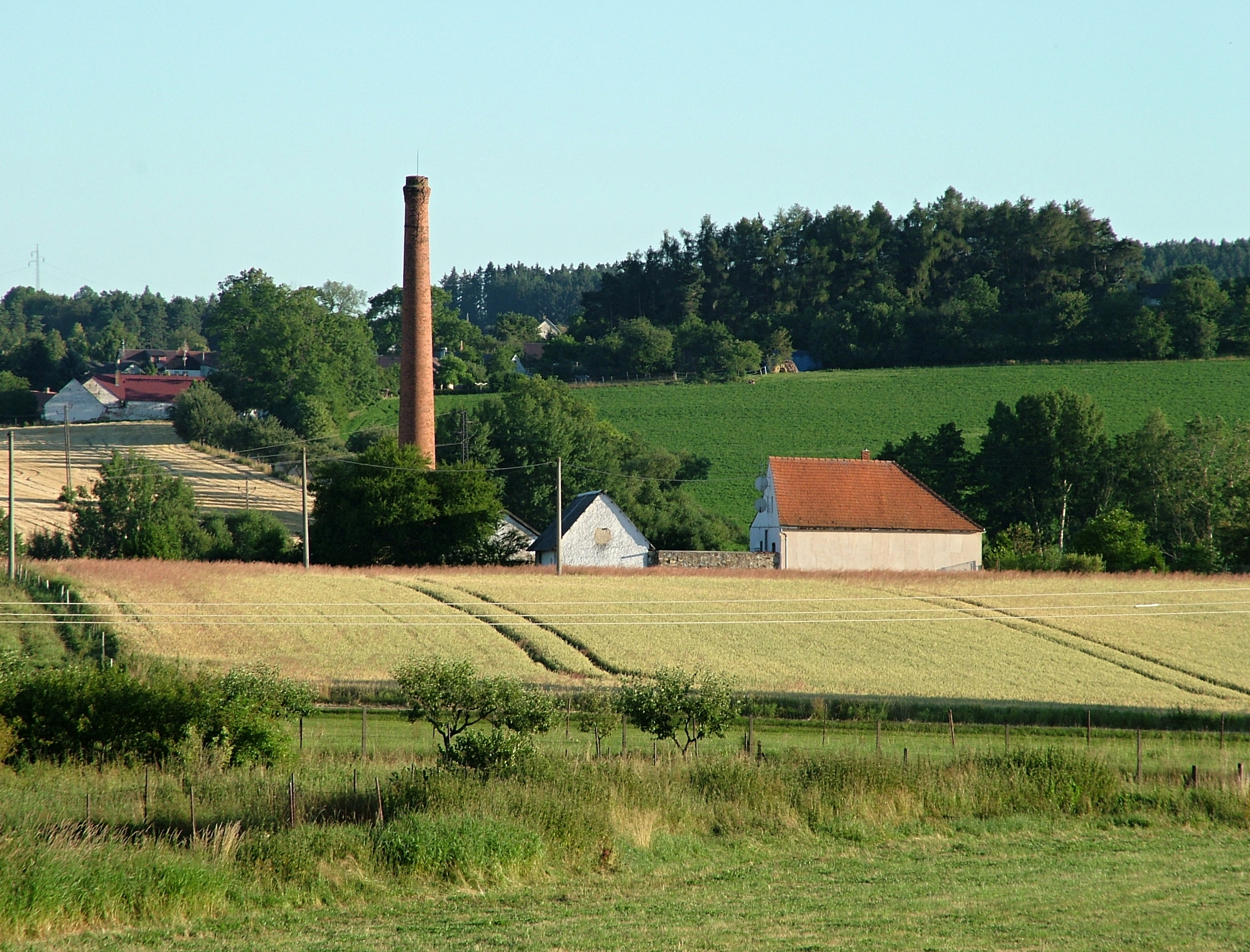
Bývalá cihelna
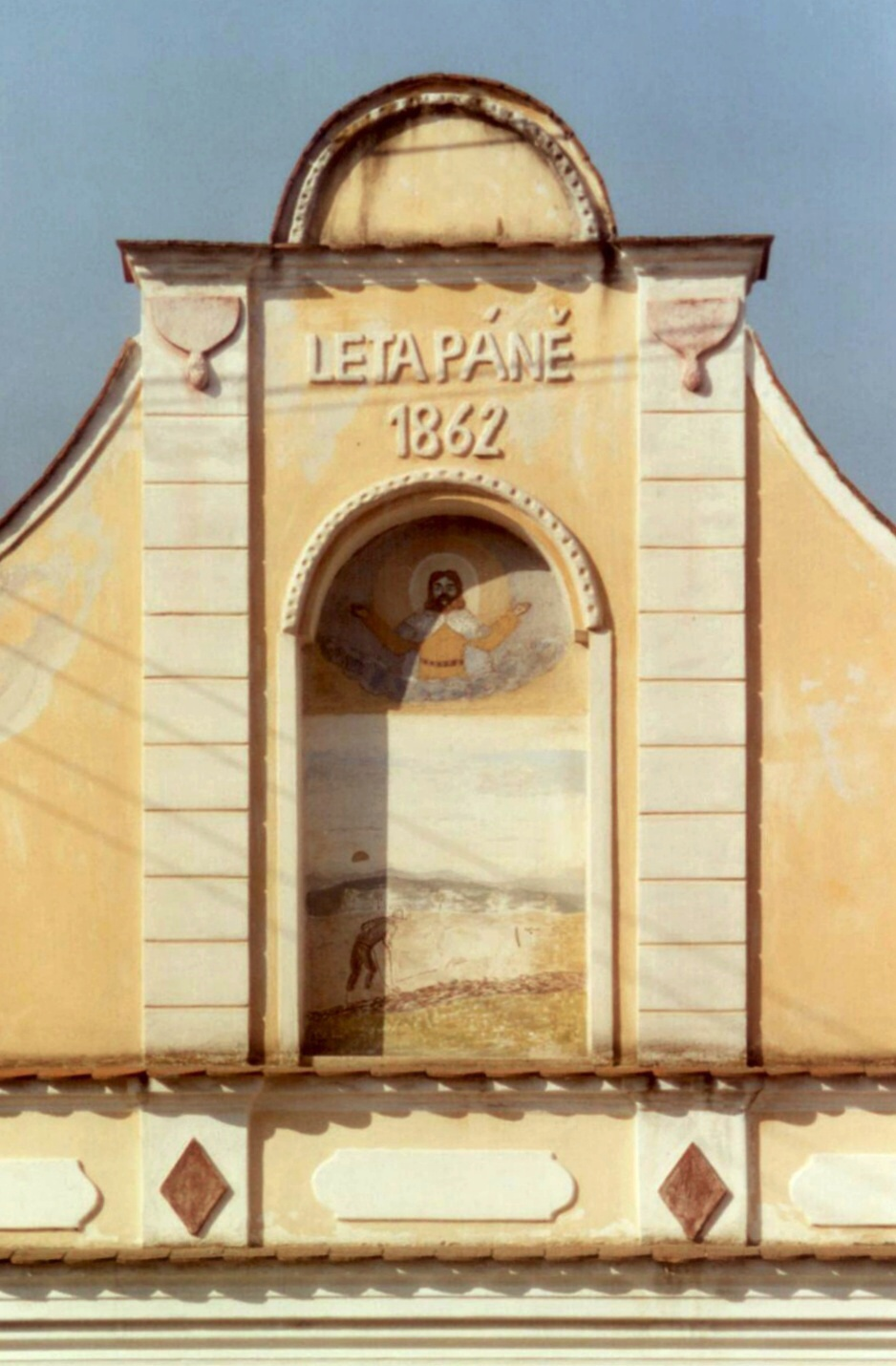
Lidový obraz Bursova štítu
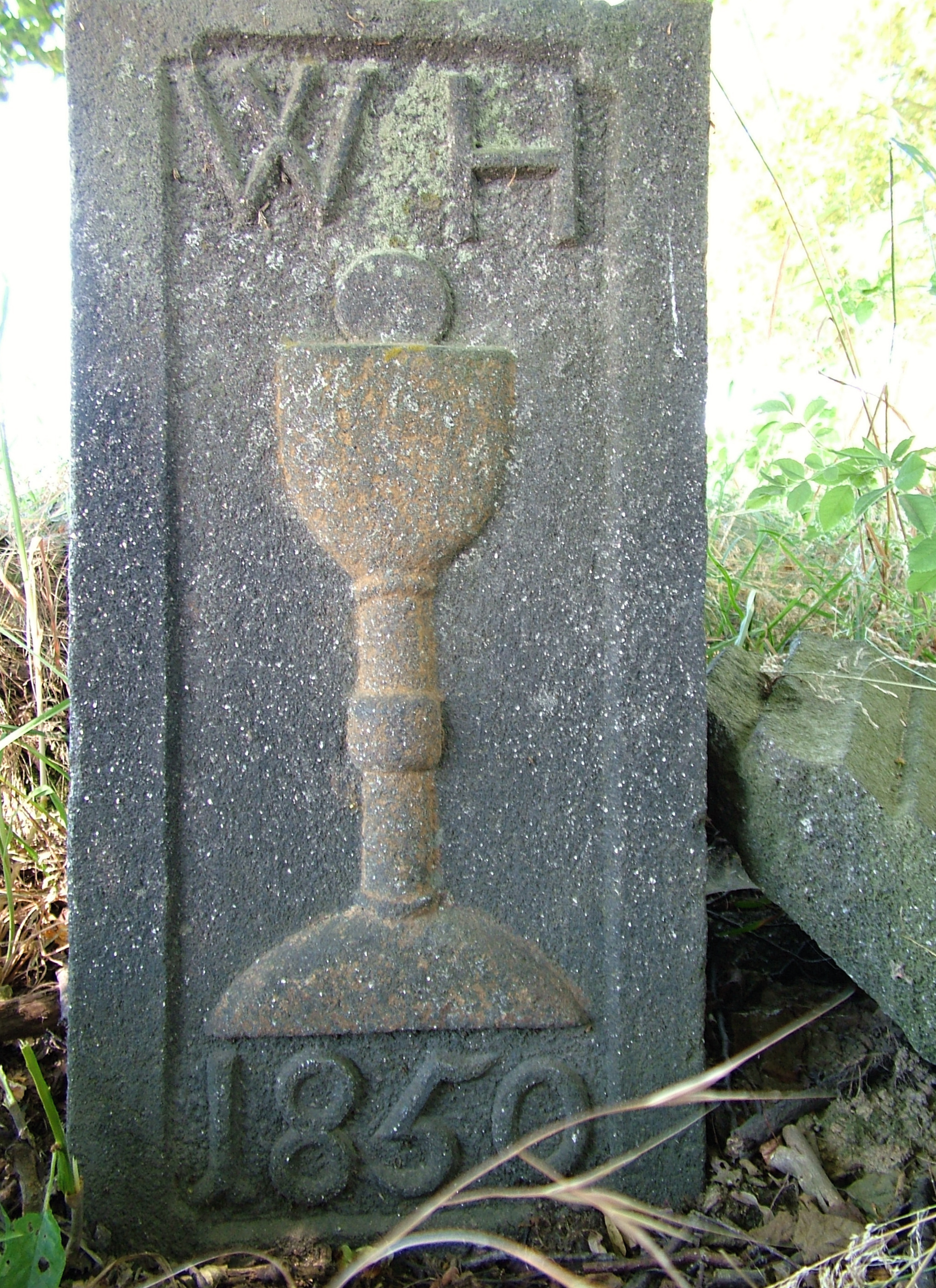
Kamenný kříž při cestě k Dubu
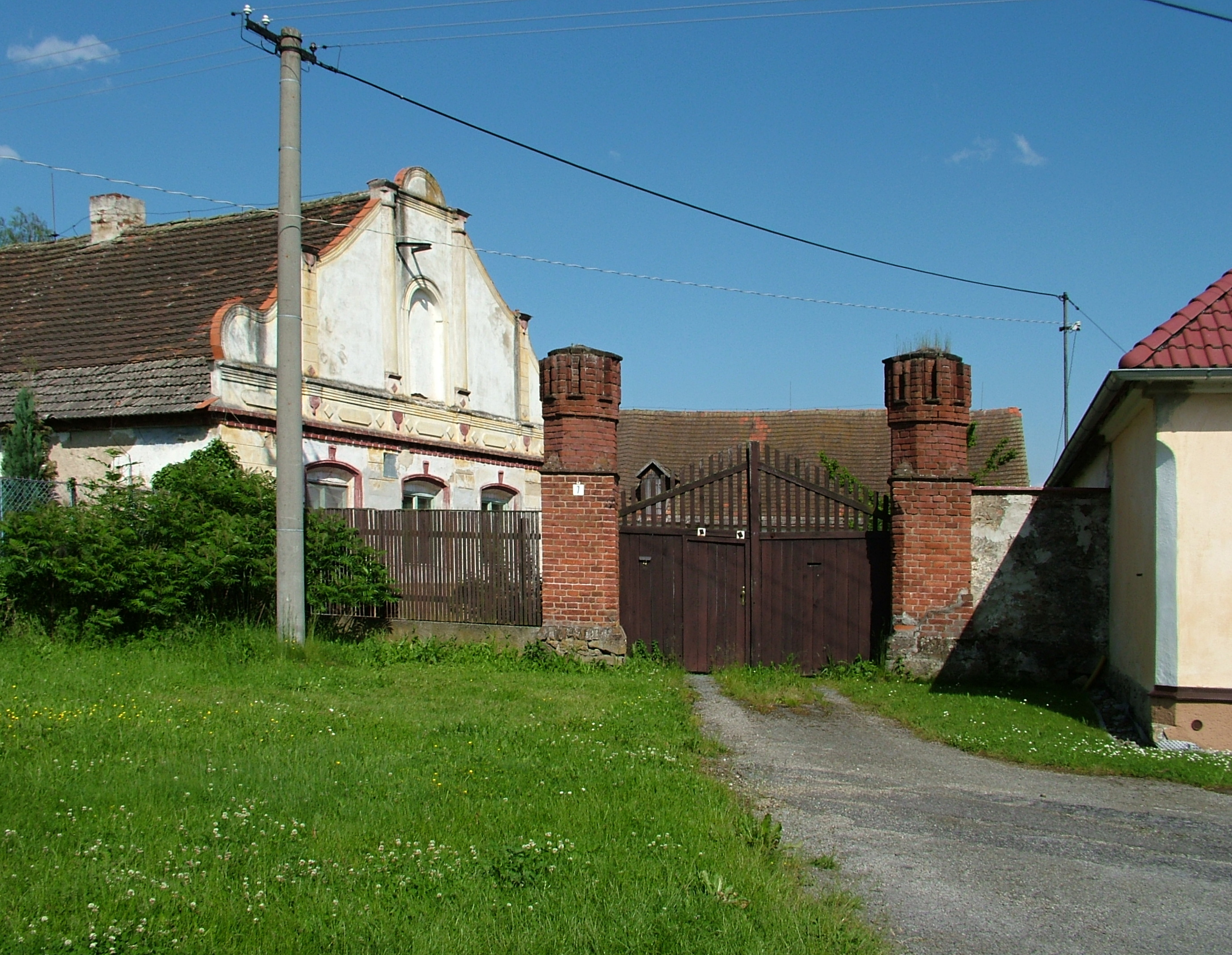
Zemědělská usedlost čp. 7
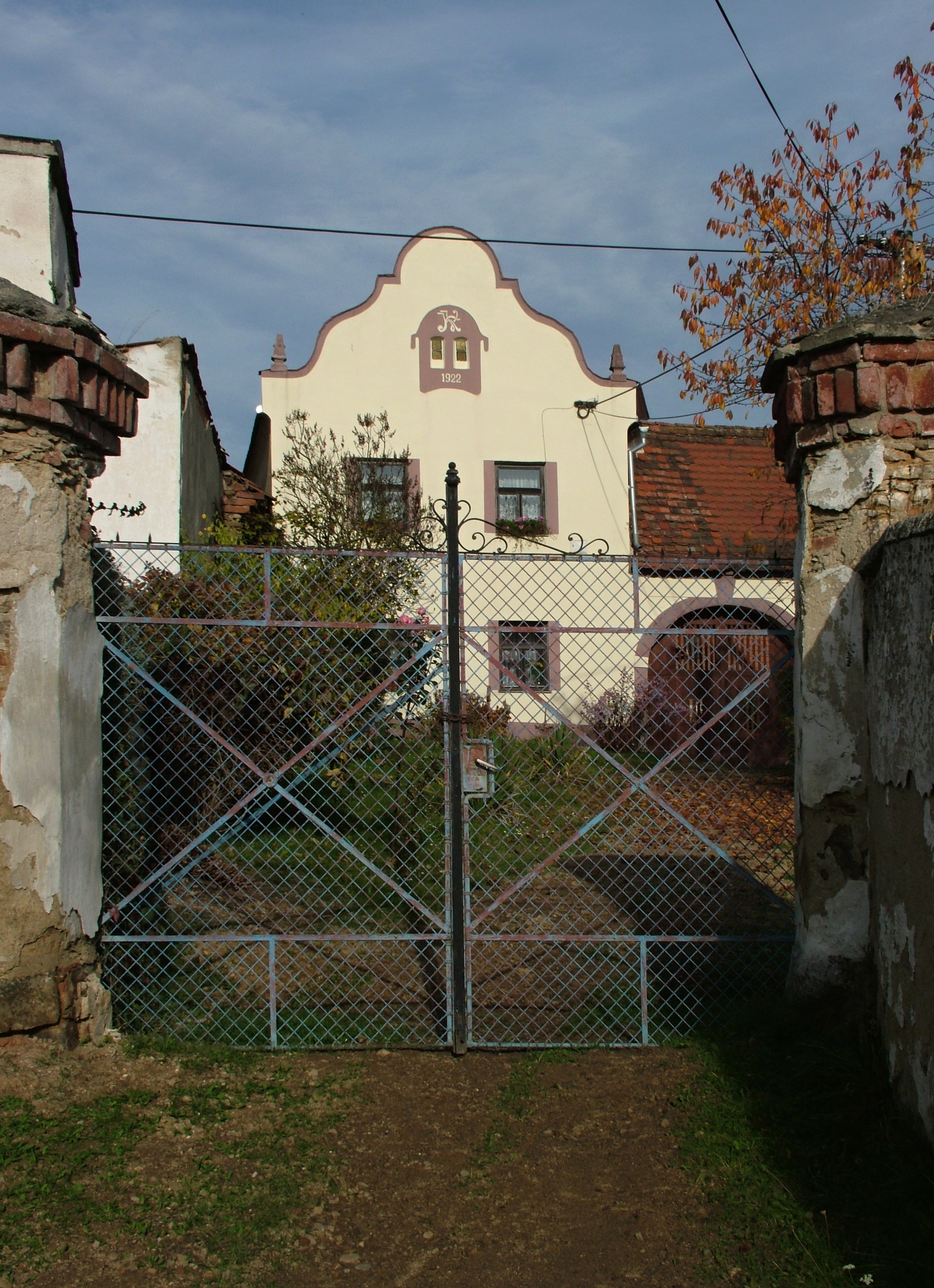
Patrový dům čp. 5
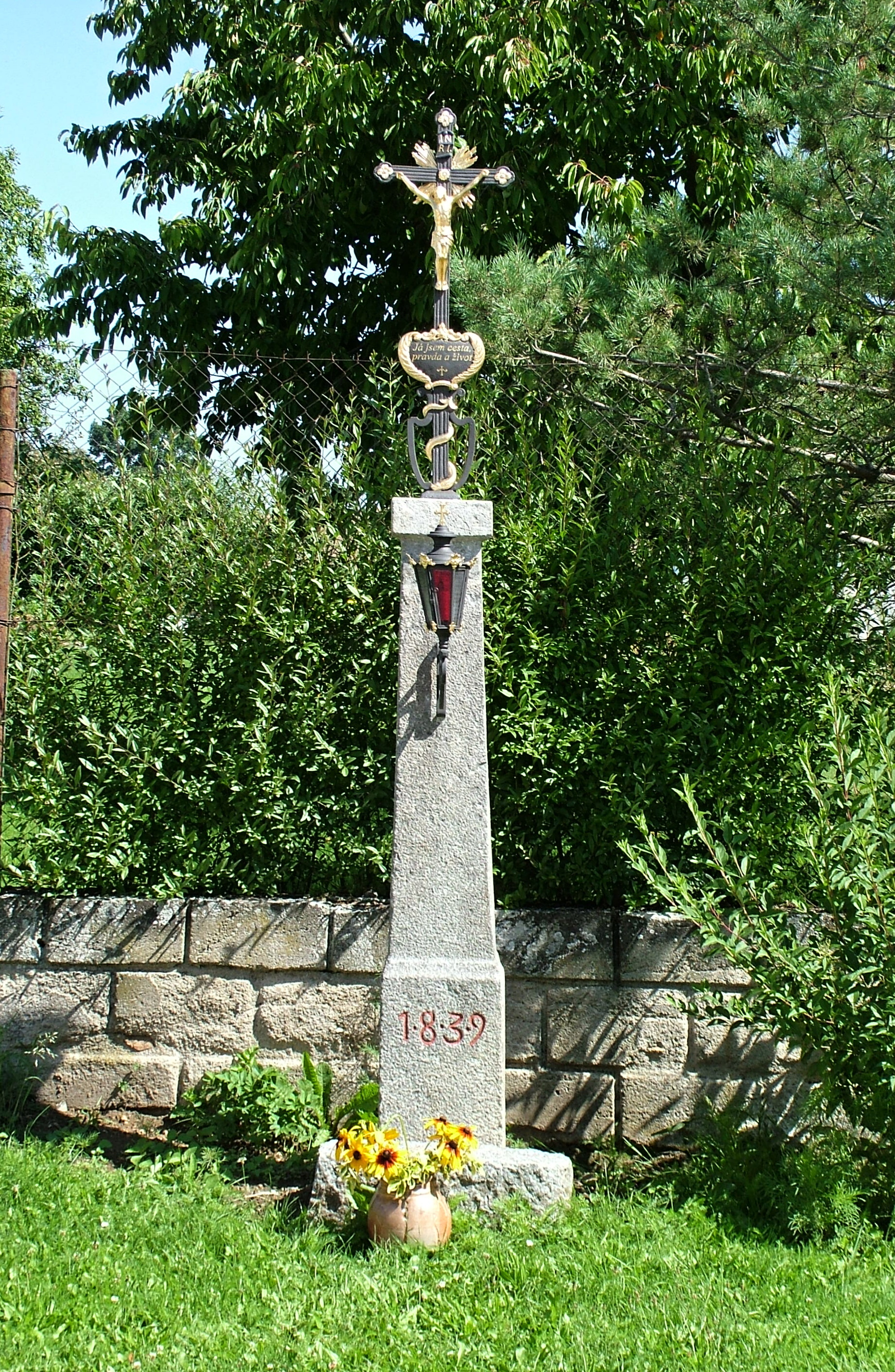
Kříž u křižovatky do Bohunic